# Pier Andrea Saccardo

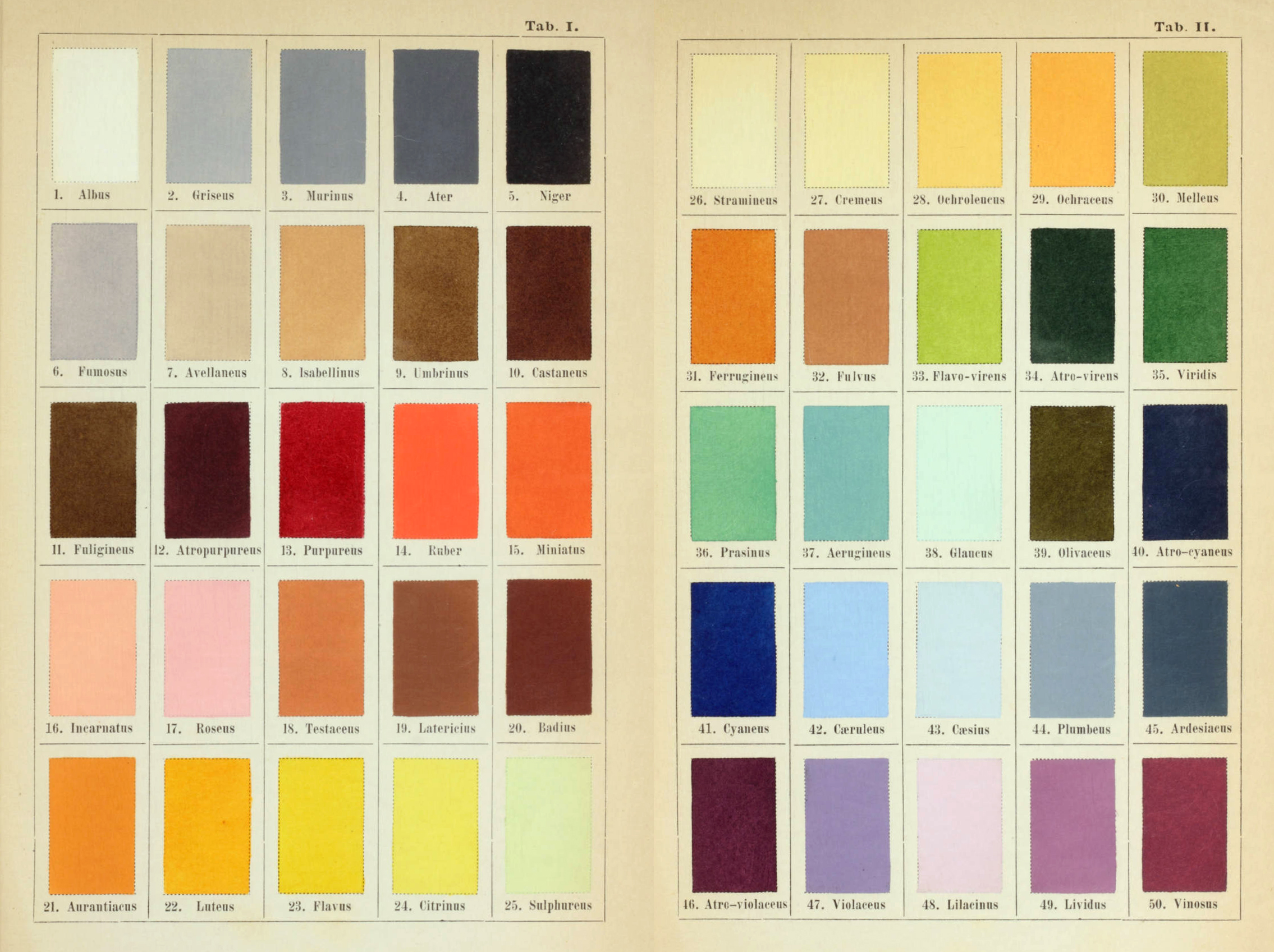
Opracowana przez Saccardo skala barwna dla zarodników

Pier Andrea Saccardo (ur. 23 kwietnia 1845 r. w Treviso, zm. 12 lutego 1920 r. tamże) – włoski mykolog i botanik.

## Życiorys
Urodził się w mieście Treviso koło Wenecji. Chodził do liceum w Wenecji, a później ukończył studia w Instytucie Technicznym Uniwersytetu Padewskiego. Tu w 1867 roku uzyskał doktorat, a w 1869 został profesorem historii naturalnej (tak wówczas nazywano biologię). W 1876 r. założył czasopismo Michelia, w którym publikowano prace z zakresu mykologii. W 1879 r. został profesorem botaniki i dyrektorem Ogrodu botanicznego w Padwie.

## Praca naukowa
Działalność naukowa Saccardo koncentrowała się prawie wyłącznie na mykologii. Opublikował ponad 140 artykułów o grzybach Deuteromycota i  Pyrenomycetes. Najbardziej znaną jego pracą jest Sylloge. Umieścił w niej wszystkie nazwy używane wówczas dla grzybów. Sylloge jest nadal jedynym tego rodzaju kompleksowym dziełem. Saccardo opracował także system klasyfikacji grzybów niedoskonałych według koloru i formy zarodników. Do analizy barwy zarodników opracował skalę barwną. System ten był podstawowym systemem stosowanym w taksonomii do czasu opracowania metod analizy DNA.
Opisał wiele nowych gatunków grzybów, jest też twórcą licznych wyższych taksonów grzybów. Przy ich nazwie naukowej umieszczany jest skrót jego nazwiska Sacc.

## Publikacje
Największym jego dziełem jest jego praca magisterska Sylloge fungorum omnium hucusque cognitorum (Padwa 1882–90, w dziewięciu tomach), następne wydanie z 1931 r. w 25 tomach.
Pozostałe prace
- Prospetto della Flora Trivigiana (Wenecja 1864)
- Bryotheca Tarvisina (Treviso 1864)
- Della storia e letteratura della Flora Veneta (Milan 1869)
- Sommario d'un corso di botanica (Padwa 1880)
- Musci Tarvisini (Treviso 1872)
- Mycologiae Venetae specimen (Padwa 1873)
- Mycotheca Veneta (Padua 1874–79)
- Michelis, commentarium mycologicum (Padwa 1877–1882, 2 tomy)
- Fungi italici autographie delineati et colorati (Padwa 1877–86, 1500 tabel)